# دیو کار (بازیکن فوتبال، زاده ۱۹۳۷)
دیو کار (انگلیسی: Dave Carr; ۱۹ ژانویهٔ ۱۹۳۷ – ۱۲ نوامبر ۲۰۱۳) بازیکن فوتبال اهل بریتانیا بود.
از باشگاه‌هایی که در آن بازی کرده‌است می‌توان به باشگاه فوتبال واتفورد، باشگاه فوتبال وورکینگتون ای. اف. سی و باشگاه فوتبال دارلینگتون اشاره کرد.